# Tihany
Tihany – miejscowość wypoczynkowa na Węgrzech, położona na półwyspie o tej samej nazwie na północnym brzegu Balatonu.
Cały półwysep jest obiektem historycznym, którego centrum stanowi opactwo benedyktyńskie, założone w 1055 przez Andrzeja I, pochowanego w krypcie w tamtejszym kościele. Obecnie jednak grób jest pusty. Sam kościół został przebudowany w stylu barokowym w 1754 przez Sebastiana Stuhlhofa.
W 1921 właśnie tutaj swą ostatnią noc na ojczystej ziemi przed udaniem się na wygnanie spędził ostatni węgierski król Karol IV.
Wciąż funkcjonujące opactwo jest atrakcją turystyczną ze względu na swoje walory historyczne i artystyczne. Z jego terenu rozciąga się też najwspanialszy widok na Balaton.
Na terenie miejscowości ma siedzibę Balatoński Instytut Limnologiczny Węgierskiej Akademii Nauk (węg.  Magyar Tudományos Akadémia Ökológiai Kutatóközpont Balatoni Limnológiai Intézete).

## Galeria

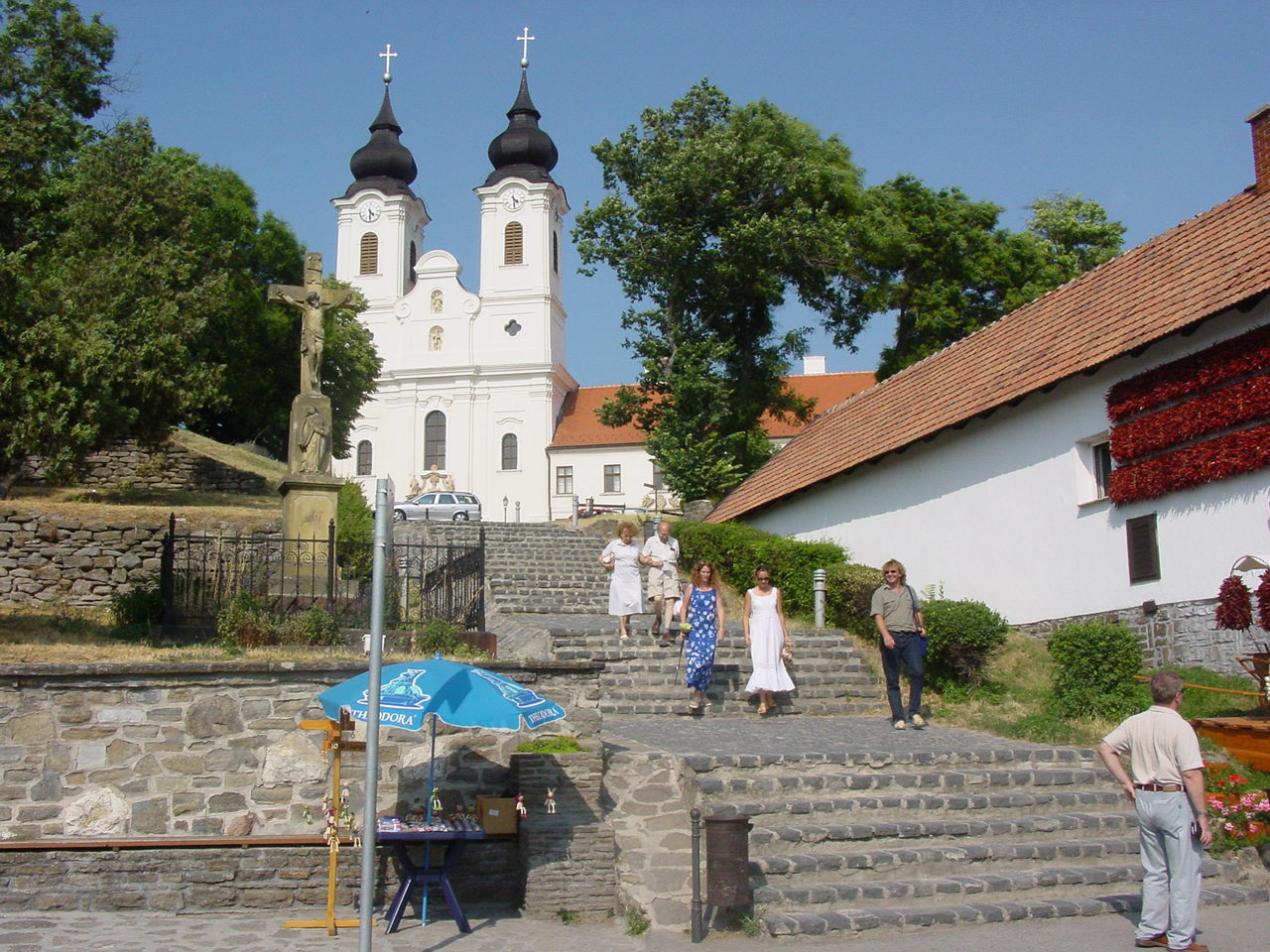
Opactwo benedyktyńskie
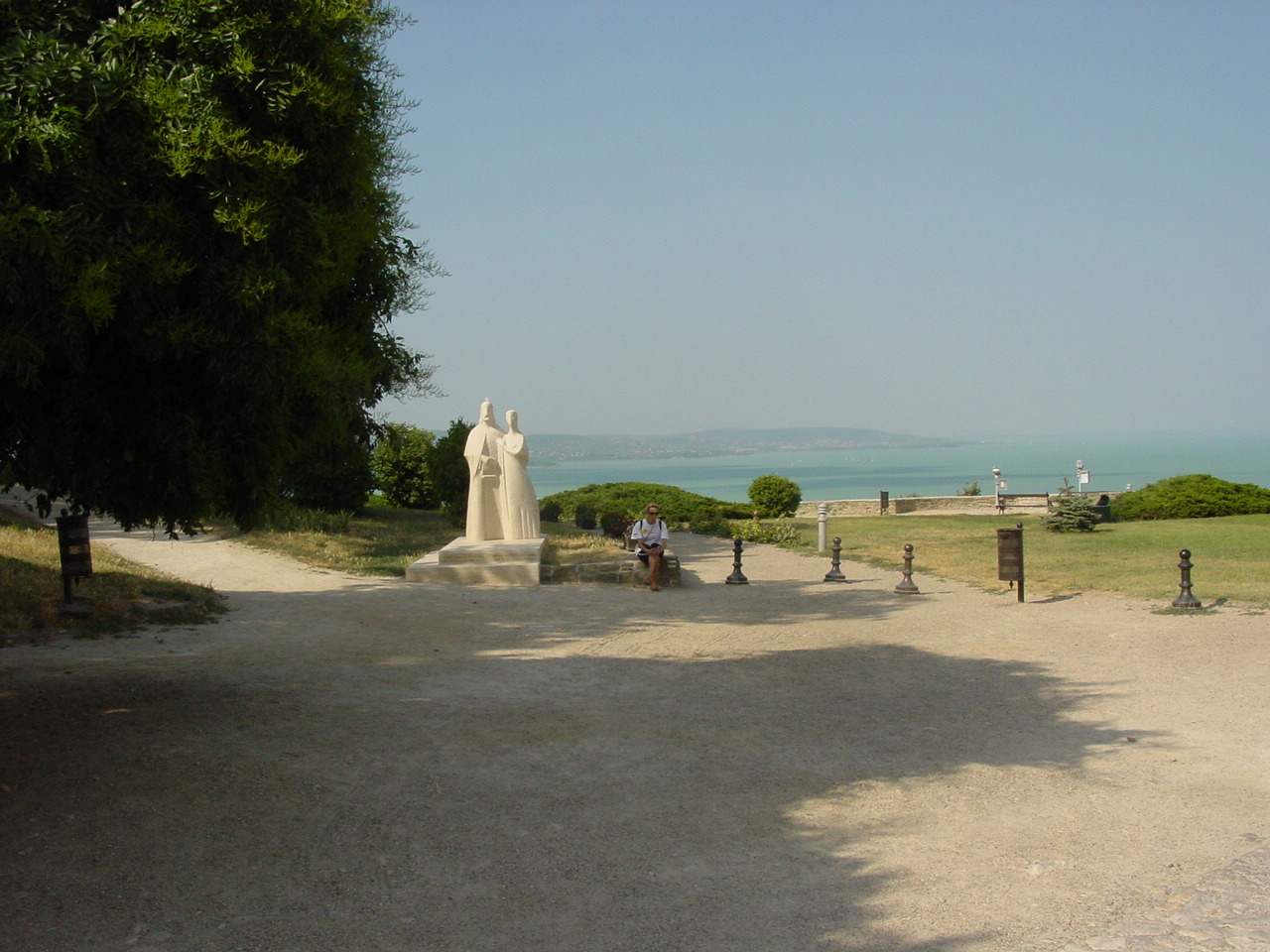
Widok na Balaton, pomnik króla Andrzeja
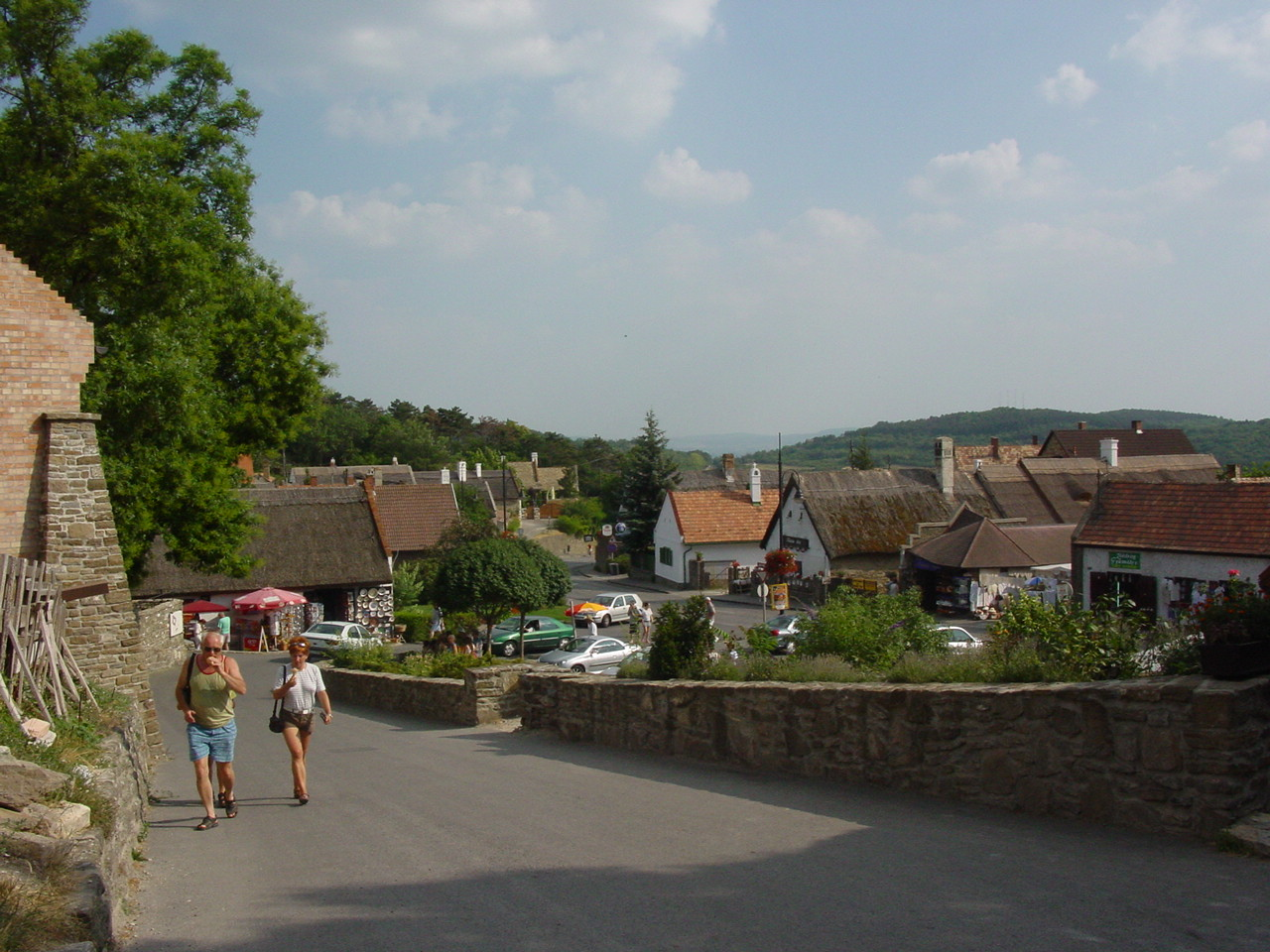
Typowa zabudowa Tihany
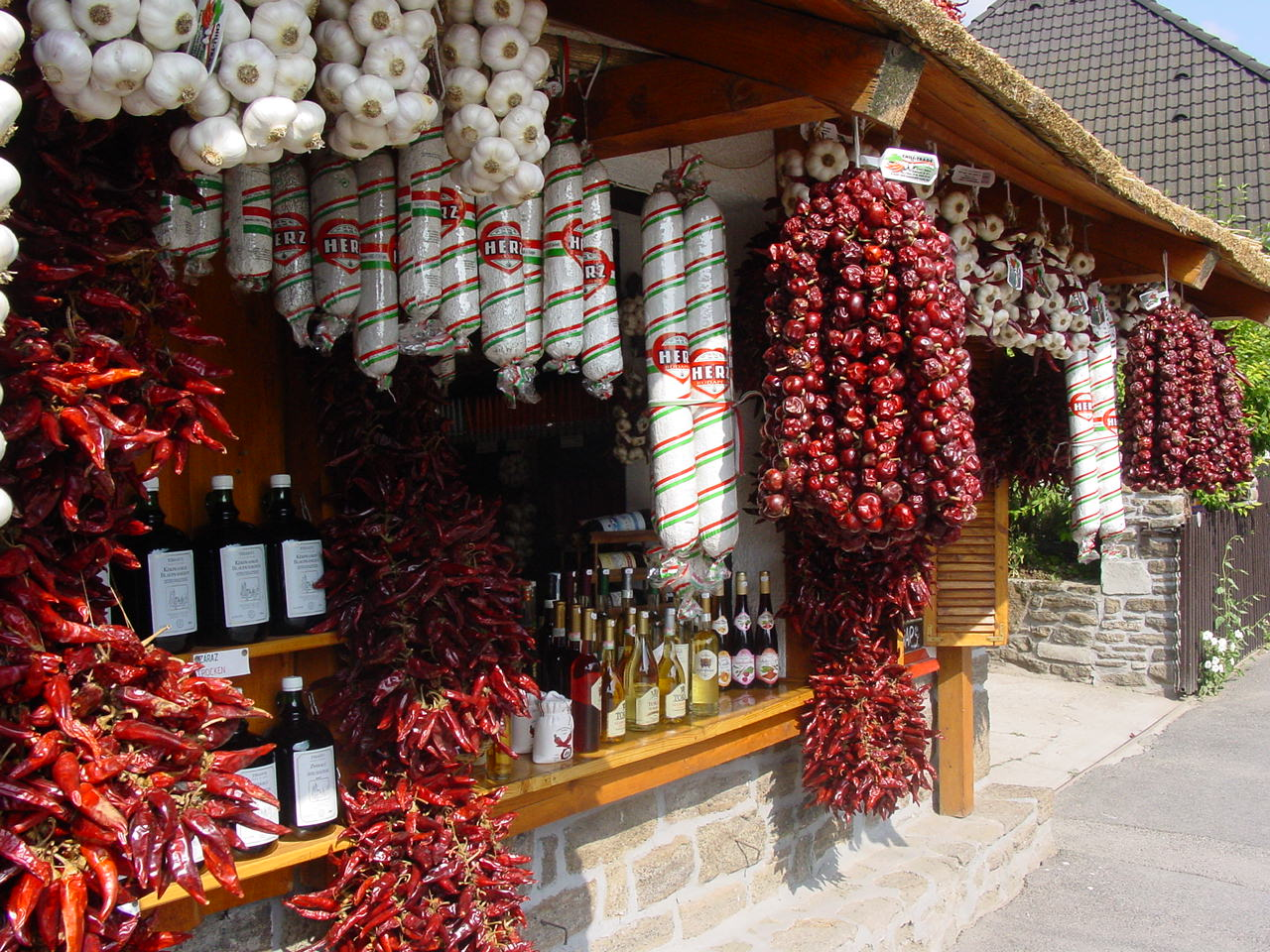
Sklep z miejscowymi wiktuałami